# 綾の照葉樹林

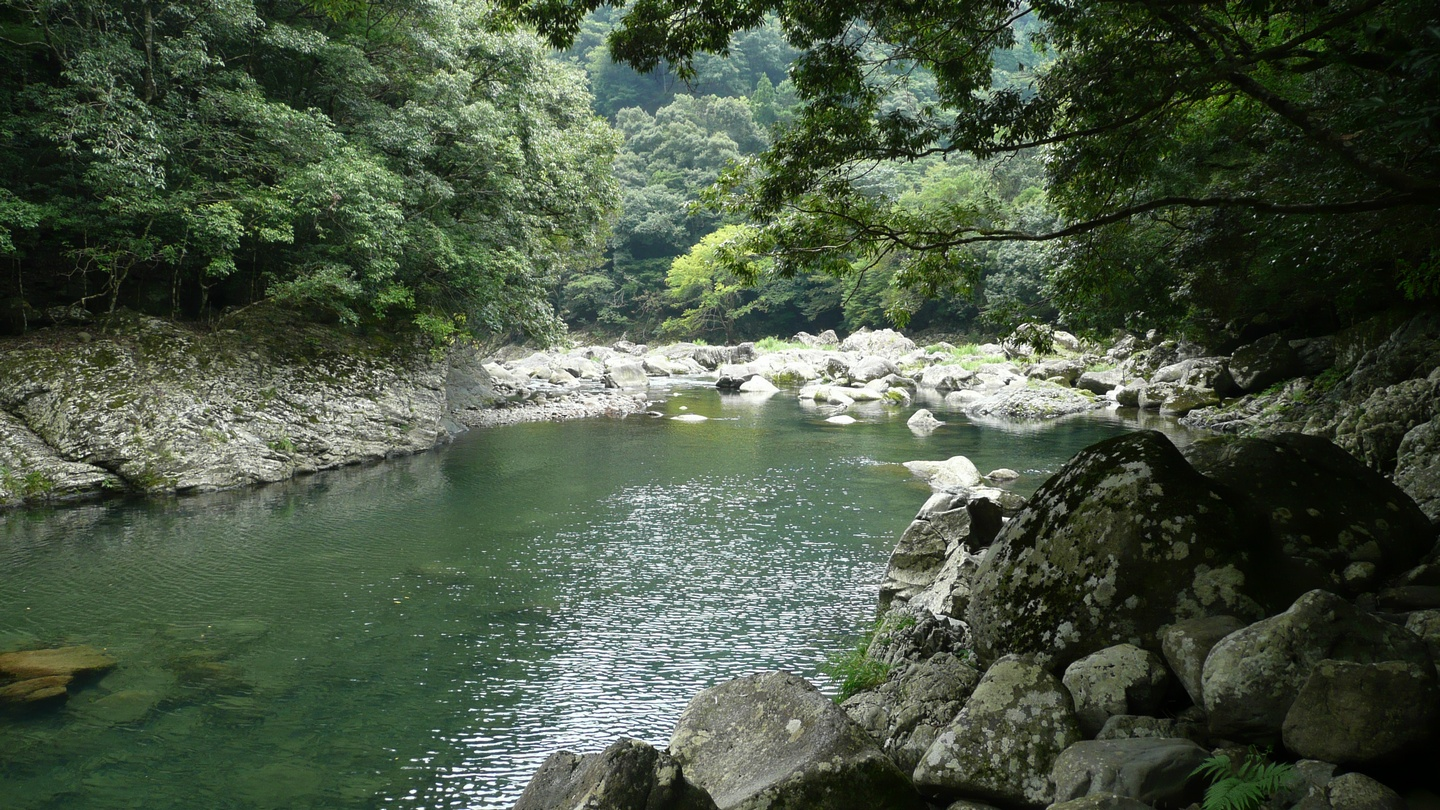
綾の照葉樹林（綾川）

綾の照葉樹林（あやのしょうようじゅりん）とは、宮崎県綾町にある日本最大級の原生的な照葉樹林。水源の森百選 に選定されているほか。1985年（昭和60年）綾川湧水群として名水百選および「21世紀に残したい日本の自然百選」- 綾渓谷の照葉樹林、森林浴の森百選 - 九州中央山地国定公園綾地区にも選定されている。
2012年7月11日、第24回人間と生物圏（MAB)国際調整理事会において、生物圏保護区（ユネスコエコパーク）に登録されることが決定した。対象地域は、綾町、小林市、西都市、国富町、西米良村にまたがる総面積14,580ha（核心地域682ha、緩衝地域8,982ha、移行地域4,916ha）。国内では32年ぶり5カ所目の登録となる。名称は、綾ユネスコエコパーク。

## 概要
全体の面積は約2000haで、日本最大級の照葉樹林である。その一部は1982年に九州中央山地国定公園に指定されている。
| 山岳   | 面積(ha) | 標高(m)  | 人工林(%) | 天然林(%) | 主な樹種         | 制限林                                       | 種類                           | 流量(m3/日) |
| ------ | -------- | -------- | --------- | --------- | ---------------- | -------------------------------------------- | ------------------------------ | ----------- |
| 大森岳 | 1,335    | 250〜587 | 48        | 52        | シイ・カシ・スギ | 水源かん養保安林、保健保安林、森林空間利用林 | 湧水源・流水（本庄川、綾北川） | 259,200     |

- 所在地：宮崎県東諸県郡綾町大字南俣字大口　他（データは指定年1995年（平成7年）7月）

## 動植物
現在、848種類の植物が確認されており、そのうち照葉樹林を構成する種は263種類。また、照葉樹林を構成する高木25種のうち、24種類が確認されている。動物は、希少種であるクマタカ・イヌワシをはじめ、ニホンカモシカ・ムササビ・ヤマネ・フクロウ・オシドリなどが生息している。一帯はニホンカモシカとイヌワシの分布の南限である。
環境省と宮崎県のレッドデータブックで絶滅危惧I類に指定されているキリノミタケの群生地が確認された。尚、キリノミタケは宮崎県、高知県、奈良県、テキサス州でしか確認されていない。